# Arrondissement Istres
Arrondissement Aix-en-Provence je francouzský arrondissement ležící v departementu Bouches-du-Rhône v regionu Provence-Alpes-Côte d'Azur. Člení se dále na 8 kantonů a 18 obcí.

## Kantony
- Berre-l'Étang
- Châteauneuf-Côte-Bleue
- Istres-Nord
- Istres-Sud
- Marignane
- Martigues-Est
- Martigues-Ouest
- Vitrolles